# Welcome To The Delihouse
《Welcome To The Delihouse》(웰컴 투 더 델리하우스)는 1999년 3월 3일에 발매된 델리스파이스의 두 번째 정규 앨범이다. 모두 13곡이 수록되어 있으며, 그 중 6번 트랙의 〈달려라 자전거〉이 타이틀 곡이고 13번 트랙의 회상(allstar version)은 산울림의 회상을 리메이크한 곡이다.
이 앨범부터 객원 가수를 섭외하기 시작하였으며, 노이즈가든, 에코의 김정애, 일본 음악 그룹 곱창전골의 하세가와 요헤이 등이 참여하였다. 앨범을 작업하는 도중에 멤버 교체가 이루어졌다. 드럼을 담당하던 오인록이 밴드를 탈퇴하고, 샘플링과 키보드를 담당하던 이승기가 병역문제로 밴드를 떠나자, 두 멤버의 자리를 메꾸기 위해 키보드에 양용준, 드럼에 최재혁이 기용되었다.
밴드의 리더인 김민규에 의해 음반의 판권이 뮤직디자인에서 문라이즈로 이양되면서, 디앤씨뮤직을 통해 2005년 12월 7일에 다시 발매되었다.

## 수록곡
1. Welcome To The Delihouse (instrumental)
2. 현기증
3. 미안
4. 종이비행기
5. 마이웨이 (이제껏)
6. 달려라 자전거
7. 하이에나 (hyena)
8. 피난처
9. 인연
10. 태양의 계곡 (instrumental)
11. 두 눈을 감은 타조처럼
12. 원한다면
13. 회상 (allstar version)